# Kakodaimonistai
Kakodaimonistai (Grego antigo κακοδαιμονισταί, singular κακοδαιμονιστής) era um restaurante na Atenas antiga. O nome foi escolhido para ridicularizar os deuses gregos e os costumes da cidade na época. Costumavam por exemplo oferecer jantares públicos em dias considerados de má sorte (ἡμέραι ἀποφράδες), de maneira a desafiar os deuses.